# Domenico Zappone
Domenico Zappone (Palmi, 16 giugno 1911 – Palmi, 6 novembre 1976) è stato un giornalista e scrittore italiano.

## Biografia
Conseguì il diploma di maturità classica a Reggio Calabria e si iscrisse alla Facoltà di giurisprudenza a Messina. Non potendosi mantenere agli studi, decise di prendere il diploma come maestro elementare e iniziò ad insegnare. Nel 1938 prese la laurea in lettere a Catania, iniziando ad appassionarsi e ad approfondire la cultura e il folklore calabrese. Durante la Seconda Guerra Mondiale venne ferito a una gamba e questa menomazione gli causò una profonda sofferenza interiore, determinante nelle opere successive.
Nel 1952 pubblicò "Le cinque fiale", un volumetto in cui vengono narrate le vicende di un malato che non riesce a trovare la giusta cura per guarire.
Le collaborazioni con i giornali iniziarono nel 1934, s'intensificarono a partire dagli anni quaranta e poi si allargarono a numerose testate: Piccolissimo, Il Giornale della Sera, Giornale dell'Emilia, Giornale d'Italia. In seguito collaborò per la radio con la sede di Rai a Cosenza. Dal 1961 iniziò l'insegnamento nella scuola media di primo grado.
Nella sua vita ottenne molti riconoscimenti e segnalazioni di merito a livello locale, come il Premio Conca d'Oro, il Premio Villa San Giovanni e il Premio Sila. Quest'ultimo l'ottenne nel 1967 per la sezione giornalismo per un articolo apparso sul quotidiano Il Tempo.
Morì suicida il 6 novembre 1976.
La sua produzione fu donata dal figlio Elio al comune di Palmi ed è conservata alla Casa della Cultura, in cui si teneva ogni anno il Premio Palmi. In esso la sezione giornalismo era dedicata proprio a Zappone.

## Opere
- Le cinque fiale, Casa Editrice Meridionale, 1952;
- Calabria nostra, antologia di scrittori calabresi per le scuole medie, a cura di Domenico Zappone. Bietti editore, 1969
- Il mio amico Hemingway e altri racconti,Frama Sud, 1984, a cura di Sharo Gambino.
- Terra e memoria. Uomini, natura e mito in Calabria, Gangemi Editore, 1985;
- Domenico Zappone, inviato speciale in Puglia e Basilicata, Mario Adda editore, 2000.
- Il cavallo Ungaretti, Rubbettino Editore, 2006;
- Il pane della Sibilla. Viaggio nei luoghi di Corrado Alvaro, Rubbettino Editore, 2011;
- Le maschere del Saracino: e altre storie,Rubbettino Editore, 2014;
- Cinquanta lettere a Mario La Cava, Città del Sole edizioni, 2019, a cura dfi Santino  Salerno
- Le cinque fiale, Pace Edizioni, 2022, prefazione di Natale Pace

BIBLIOGRAFIA
- Gianni Mazzei, Domenico Zappone giornalista, Rubbettino Editore, 1985
- Gianni Mazzsei, Domenico Zappone, Pace Edizioni, 2024, prefazione di Natale Pace